# Caillouël-Crépigny
Caillouël-Crépigny là một xã ở tỉnh Aisne, vùng Hauts-de-France thuộc miền bắc nước Pháp.